# سوییا (واییه دل کائوکا)
سوییا (واییه دل کائوکا) (به اسپانیایی: Sevilla, Valle del Cauca) یک سکونتگاه مسکونی در کلمبیا است که در بخش بایه دل کائوکا واقع شده‌است.